# Loh (Stammbach)
Loh ist ein Gemeindeteil der Marktes Stammbach im Landkreis Hof (Oberfranken, Bayern). Loh liegt in der Gemarkung Straas.

## Geografie
Bei der Einöde entspringt ein namenloser rechter Zufluss der Ölschnitz. Ein Anliegerweg führt 100 Meter westlich zur Kreisstraße HO 21, die nach Stammbach (2,2 km südwestlich) bzw. nach Solg verläuft (1,2 km nordöstlich).

## Geschichte
Loh wurde auf dem Gemeindegebiet von Straas errichtet. Am 1. Juli 1972 wurde Loh im Zuge der Gebietsreform in Bayern nach Stammbach eingemeindet.

### Einwohnerentwicklung
| Jahr      | 1861  | 1871  | 1885   | 1900   | 1925   | 1950   | 1961   | 1970   | 1987  |
| Einwohner | 12    | 7     | 8      | 6      | 5      | 11     | 14     | 4      | 5     |
| Häuser    |       |       | 2      | 1      | 1      | 1      | 1      |        | 1     |
| Quelle    | [ 8 ] | [ 9 ] | [ 10 ] | [ 11 ] | [ 12 ] | [ 13 ] | [ 14 ] | [ 15 ] | [ 1 ] |

## Religion
Loh ist evangelisch-lutherisch geprägt und bis heute nach St. Maria (Stammbach) gepfarrt.